# Вентури, Франко
Франко Вентури (итал. Franco Venturi; 16 мая 1914, Рим — 14 декабря 1994, Турин) — итальянский историк и журналист. Специализировался на историографии, социально-политической истории, в частности, истории русского народничества. Преподавал в Туринском (эмерит-профессор) и ряде других университетов, член-корреспондент Британской академии (1970).
Был одним из самых активных участников итальянского антифашистского движения.
Сын знаменитого историка-искусствоведа Лионелло Вентури.

## Биография

### Ранняя биография
Родился в 1914 году в Риме. Его отец, Лионелло Вентури, работал в это время в Галерее Боргезе. В следующем году Вентури-старший с семьей перебрался в Турин, где получил место в Туринском университете. Франко Вентури учился в классическом лицее имени Массимо д’Ацельо в Турине. Здесь он вошел в группу студентов—противников фашизма. Возглавлял эту группу писатель, историк литературы и педагог Августо Монти.
Франко Вентури преподавал в Классическом лицее Кавур и Туринском университете, где создал антифашистскую организацию. За организацию антифашистской манифестации в 1933 году был приговорен к 18 годам заключения
В 1931 году отец Франко Вентури отказывается присягнуть режиму Муссолини, вследствие чего покидает Италию и переезжает с семьей во Францию. Вслед за отцом сюда, спасаясь от уголовного преследования, переезжает и Франко Вентури. В Париже Франко работал на факультете искусств университета Сорбонна. Здесь Вентури-младший знакомится со многими представителями антифашистского движения и вступает в организацию «Справедливость и свобода» (Giustizia e Libertà) под руководством Карло Росселли. С 1933 года сотрудничал с еженедельными изданиями «Справедливость и свобода» и «Журнал Справедливости и свободы» («Quaderni di Giustizia e Libertà»), ведя рубрику «Записки друзей и врагов», в которой комментировал международную фашистскую прессу, критиковал деятельность правительства Италии и сотрудничество церкви с фашистскими режимами.
Вместе с этим занимался и научной деятельностью. Начал изучение историографии, особенно описаний событий эпохи Просвещения. Первыми результатами деятельности Вентури-младшего в этом направлении стали публикация сборника «Юность Дидро» (1713—1753) («Jeunesse de Diderot», 1713—1753) в 1939 году и труда, посвящённого Далмаццо Франческо Васко (Dalmazzo Francesco Vasco) в 1940.

### Вторая мировая война
В 1939 году семья Вентури переехала в Нью-Йорк, однако Франко задержался и вынужден был пробыть в стране до 1940 года, когда Франция сдалась фашистам и к власти пришло правительство Виши. Франко Вентури покинул Францию, но был обнаружен и арестован в Испании, почти год провел в заключении. Впоследствии из-за этого Вентури получит среди антифашистов прозвище Nada, что на испанском значит «нечто», «мелочь».
В 1941 был выдан итальянским властям. Отбывал заключение в Турине, затем — переведен в Авильяно. Вышел на свободу в 1943 году после ареста Бенито Муссолини. Вернувшись в Турин, принимал активное участие в деятельности Партии действия. Вентури занимался тайным распространением в захваченном фашистами Пьемонте журнала «Свободная Италия» («L’Italia libera»), издаваемого партией. Всего вышло 9 номеров журнала, посвящённых забастовкам на туринских фабриках и действиях партизан.
С 1944 года стал тайно издаваться еженедельник «Голос фабрики» (Voci d’Officina), посвящённый борьбе рабочих против фашизма. Вентури издавал также «Записки Новой Италии» и «Новый Журнал Справедливости и Свободы». Франко Вентури был одним из организаторов партизанского движения в Пьемонте, одним из лидеров антифашистского движения.
В конце войны издавал ежедневник «GL», в котором выразил обеспокоенность тем, что в условиях мирового дуализма, Италия не сможет полноценно развиться как демократическая страна.

### Послевоенное время
В 1947 году был назначен советником по культуре итальянского посольства в Москве. Здесь он работал до 1950 года. В это время он занимался изучением русской культуры и истории. Материал, собранный Вентури в СССР, позднее ляжет в основу его фундаментального труда «Русское народничество», увидевшего свет в 1952 году. Занимался в это время Вентури также французской и итальянской историей. В 1948 году опубликовал книгу «Жан Жорес и другие историки Французской революции» (Jean Jaurés e altri storici della Rivoluzione francese), в котором провел большую историографическую работу, рассмотрев труды таких историков как Альбер Матьез и Жорж Лефевр.
Вернувшись в Италию в 1951 году он возглавил кафедру средневековой и новой истории в Университете Кальяри, с 1955 преподавал в Генуэзском университете, а с 1958 руководил кафедрой новой истории Туринского университета, в котором работал до 1984 года (с 1989 — в должности почетного профессора). В 1960 году Вентури возглавил редакцию итальянского академического журнала «Rivista Storica Italiana». Во главе журнала Вентури будет находиться до своей смерти.
В 1969 году читал в Кембридже курс по европейскому Просвещению, основанный на лекциях Д. М. Тревельяна. В 1971 издал книгу «Утопия и реформы Просвещения». В 1990 году за свою статью «Италия вне Италии» («L’Italia fuori d’Italia»), включенную в третий том «Истории Италии» издательства Эйнауди, Франко Вентури получил «Премию Федерико Шабо» от Национальной академии деи Линчеи.

## Научная деятельность
Вентури — крупнейший представитель радикальной исторической школы в Италии, он известен как исследователь просветительного движения XVIII века в Европе (во Франции и Италии) и истории революционно-демократического движения в Италии, Франции и России в XIX веке. Работа Вентури о народничестве, которое он рассматривает как часть общеевропейского революционного и социалистического движения, до сих пор является наиболее крупной в зарубежной историографии. Помимо книг о народничестве, Вентури посвятил российской истории труд Истоки революции: история народнических и социалистических движений в России XIX века.
На протяжении почти тридцати лет Франко Вентури работал над фундаментальным исследованием социально-политической истории итальянского и общеевропейского Просвещения. Результатом работы стало издание нескольких томов «Реформации XVIII века» (Settecento Riformatore), также известной под названием «Конец Старого Режима в Европе» (The End of the Old Regime in Europe). В серию вошло 5 томов:
- первый посвящён периоду начала XVIII века и называется «От Муратори до Беккариа»
- второй — периоду 1758 — 1774 годов и церковно-государственным отношениям
- третий — первому кризису Старого режима и периоду 1768—1774 годов
- четвертый — падению Старого режима и периоду 1776—1789 гг.
- пятый — Просвещению в Италии в 1764—1790 годах.

### Основные труды
- Jeunesse de Diderot (de 1713 à 1753), Париж, 1939.
- Dalmazzo Francesco Vasco (1732—1794), Париж, 1940.
- Le origini dell’Enciclopedia, Рим; Флоренция; Милан, 1946.
- L’antichità svelata e l’idea di progresso in Nicolas-Antoine Boulanger, Бари, 1947.
- Jean Jaurès e altri storici della Rivoluzione francese, Турин, 1948.
- Il populismo russo, 2 voll., Турин, 1952.
- Alberto Radicati di Passerano, Турин, 1954.
- Il moto decabrista e i fratelli Poggi, Турин, 1956.
- Esuli russi in Piemonte dopo il '48, Турин, 1959
- Discussion entre historiens italiens et soviétiques, Париж, 1966.
- Settecento riformatore, I: Da Muratori a Beccaria, Турин, 1969.
- Utopia e riforma nell’Illuminismo, Турин, 1970.
- Settecento riformatore, II: La chiesa e la repubblica entro i loro limiti (1758—1774), Турин, 1976.
- Settecento riformatore, III: La prima crisi dell’Antico Regime (1768—1776), Турин, 1979.
- Settecento riformatore, IV: La caduta dell’Antico Regime (1776—1789), 2 t., Турин, 1984.
- Settecento riformatore, V: L’Italia dei lumi (1764—1790), 2 t., Турин, 1987—1990
- La lotta per la libertà. Scritti politici, a cura di L. Casalino, Турин, 1996. ISBN 9788806141226
- Alessandro Galante Garrone, Franco Venturi, Vivere eguali. Dialoghi inediti intorno a Filippo Buonarroti, a cura di M. Albertone, Реджо-нель-Эмилия, 2009. ISBN 978-88-8103-663-9